# Sigo siendo Maso
Sigo siendo Maso es el primer álbum de estudio del rapero puertorriqueño Maso, lanzado en 2007 por su sello Un-Sin Records y Ficus Productions. Contó con la producción musical de Lutek y Kal-d (Los De La Fórmula) y la participación de Rey Pirin, Mexicano 777, Cosculluela, Redimi2, entre otros artistas.
Este álbum sería el ganador de la categoría "Mejor álbum urbano" en los Premios Arpa 2007.

## Promoción y lanzamiento
Luego de la separación de El Chal como V.I.P. (Vidas Impartiendo Palabra), en 2005 Maso comenzó a producir de manera ejecutiva algunos álbumes donde también interpretó canciones, siendo estos Los del Momento y Los 4 Fantástikos, proyecto de donde salió «Rambo Sakalabasuka», donde Maso mencionó que su próximo proyecto y debut como solista sería titulado "Sigo siendo V.I.P.".
Dado el auge y buena recepción del sencillo, incluso, llegando a ser sonado regularmente en la emisora secular especializada en reggaetón en el mundo, Mix 107.7 FM, y siendo galardonado en los premios People's Choice Awards Reggaeton and Urban como "Mejor canción cristiana" y "Mejor álbum cristiano", se lanzó Los 4 Fantastikos Special Edition en 2006, y se pospondría el lanzamiento del álbum y un cambio de nombre a Sigo siendo M.A.S.O., promocionado en la canción inédita «Pégate».
La producción discográfica llegaría finalmente en 2007, producida generalmente por Maso y Kaldtronik, y musicalmente por Lutek en colaboración con Kalde, Valentín y Álex El Musicario, y con la participación especial de varios de sus colegas del reggaetón como Cosculluela, Mexicano 777, Rey Pirin, Redimi2; y Mr. Boy, Michael Pratts, Valentín y El Bima, exponentes de su sello Un-Sin Records.
El vídeo oficial del sencillo, la canción introductoria «Sabe d' Sow», llegaría conjuntamente con el álbum.

## Lista de canciones
| N.º | Título                                                               | Productor(es)                        | Duración |  |
| 1.  | «Maso Sabe D'Sow»                                                    | Lutek                                | 4:12     |  |
| 2.  | «No Se Quite!»                                                       | Lutek                                | 2:59     |  |
| 3.  | «Estamos Guillao'» (con Redimi2)                                     | Lutek                                | 4:00     |  |
| 4.  | «Siganme Los Buenos»                                                 | Lutek                                | 3:13     |  |
| 5.  | «Yo Me Gozo» (con Luis Santiago)                                     | Los De La Fórmula                    | 3:47     |  |
| 6.  | «El Pollo»                                                           | Lutek                                | 3:20     |  |
| 7.  | «Muchachones» (con Rey Pirin, Pito, Michael Pratts, Rudel y El Bima) | Los De La Fórmula, Alex El Musikario | 5:10     |  |
| 8.  | «Busco Una Respuesta» (con Mexicano y Cosculluela)                   | Lutek                                | 4:52     |  |
| 9.  | «Vida Prestada» (con Valentin)                                       | Los De La Fórmula                    | 2:58     |  |
| 10. | «Cuando Llegaste A Mi» (con Mr. Boy)                                 | Lutek                                | 3:33     |  |
| 11. | «Nada Me Faltara» (con Michael Pratts & Valentin)                    | Kal-d, Valentin                      | 3:15     |  |
| 12. | «Rambo Sakalabazuka»                                                 | Los De La Fórmula                    | 4:01     |  |
| 13. | «Bachateando con Rambo»                                              | Los De La Fórmula                    | 3:59     |  |
| 14. | «Rambo Jr.» (Carlitos, Christian y Shirleiny)                        | Los De La Fórmula                    | 4:02     |  |
| 15. | «Busco Una Respuesta (Reggaeton)» (con Mexicano y Cosculluela)       | Los De La Fórmula                    | 4:54     |  |

## Premios y nominaciones
- Premios Arpa 2007 (Ciudad de México) - Mejor álbum urbano  (Ganador)
- Premios Arpa 2007 (Ciudad de México) - Mejor video musical por «Sabe D' Sow» (Nominado)